# スペンサー・ゴア
スペンサー・ゴア（Spencer Gore, 1850年3月10日 - 1906年4月19日）は、イングランドのテニス選手。
ゴアは1877年に開催された第1回ウィンブルドン選手権の男子シングルス優勝者で、グランドスラム最初の優勝者でもあった。 

## 経歴
ゴアは測量技師の仕事に就いたが、あらゆるスポーツに優れた技量を持ち、テニスのみならずクリケットでも一流選手だった。1877年に世界最古のテニストーナメントとして、第1回ウィンブルドン選手権が「オールイングランド・クラブ」で開催された時、出場した男子選手は総計21名（申請は22名だったが1名欠場）だった。ゴアは4試合を勝ち抜き、決勝戦でウィリアム・マーシャル（William Marshall）を 6-1, 6-2, 6-4 のスコアで退けて（試合時間48分）、伝統の大会の記念すべき初代優勝者となった。翌1878年もウィンブルドンの決勝戦に進出したが、今度はフランク・ハドーに 5-7, 1-6, 7-9 で敗れ、大会2連覇はならなかった。ウィンブルドン選手権における女子シングルス競技は、7年遅れて1884年から開始された。
現在のテニスは、昔の「ジュ・ド・ポーム」（Jeu de paume, テニスの歴史を参照）とは大きく異なるものとして「ローン・テニス」“Lawn Tennis”と呼ばれる。ローン・テニスで使用するための、新しいタイプのラケットが考案され、ゴアたちはこのラケットで競技を行っていた。
ゴアは晩年に過労や家族の問題などのため、比較的早い年齢で健康を害した。ビリヤードに興じた翌日、ゴアは急に倒れ1906年4月19日の朝に56年の生涯を閉じた。

## 4大大会優勝
- ウィンブルドン選手権　男子シングルス：1勝（1877年）

| 年     | 大会                 | 対戦相手               | 試合結果      |
| ------ | -------------------- | ---------------------- | ------------- |
| 1877年 | ウィンブルドン選手権 | ウィリアム・マーシャル | 6–1, 6–2, 6–4 |